# 蛙 (小说)
《蛙》是先锋派作家莫言的长篇小说。最早由上海文艺出版社于2009年出版发行。

## 故事概述
本书通过写信和戏剧回忆过去和描绘现在的方式来叙述故事。书籍构成是剧作家蝌蚪写给日本作家杉谷义人的四封长信和一部话剧。讲述了“我的姑姑”一位平凡的乡村妇产科医生六十年来落实计划生育的故事，描绘了一幅新中国波澜壮阔的生育史。
- 第一部 第一封信 想写话剧
- 第二部 第二封信 准备素材
- 第三部 第三封信 小说初稿
- 第四部 第四封信 准备开笔
- 第五部 第五封信 九幕剧本

## 创作过程
该书由莫言构思酝酿了十几年，写了四年，三次删改，莫言的第十一部长篇小说。

## 创作风格
该书由四封信一个剧本构成，属于一种新的艺术形式。同时极富有萨特式样的荒诞派色彩，融合了诙谐、戏谑、调侃、反讽、嬉闹、灵魂独白、戏中戏等文体风格。

## 人物原型
《蛙》中“姑姑”万心的原型是莫言的小姑管贻兰。她生于1937年，1956年（19岁）开始在高密县大栏乡医院做妇科医生，直至1996年（59岁）退休，乡里的数千名婴儿都曾由她帮忙接生。管贻兰表示，其从业经历和小说中的“姑姑”基本大致，不过晚年并未陷入精神恍惚状态。莫言表示，现实中姑姑的生活与小说中有巨大差异，真实的姑姑退休后“生活在乡下，子孙满堂，过着平安宁静的生活”。

## 主要人物
| 人物   | 关系                                 | 简介                                                               |
| 万足   | 我 前妻：王仁美 妻子：小狮子         | 一个当兵退伍的知识分子。                                           |
| 万心   | 姑姑 丈夫：郝大手                    | 一个任职六十年、尽职尽责的乡村妇产科医生。                         |
| 郝大手 | 妻子：姑姑                           | 一个泥艺术工匠。                                                   |
| 王小倜 | 情人：万心                           | 王小倜开始喜欢万心，后当上飞机驾驶员后飞往台湾，再也没有回来。     |
| 王仁美 | 丈夫：万足                           | 因生二胎而死。                                                     |
| 小狮子 | 丈夫：万足                           | 一个乡村妇产科医生，万心的助手。                                   |
| 袁脸   | 村支书                               | 一个老村支书。                                                     |
| 吕牙   | 大队长                               | 远房婶子田桂花。                                                   |
| 田桂花 | 侄儿：吕牙                           | 一个愚昧的传统接生婆，吕牙的远房婶子。                             |
| 陈额   | 妻子：艾莲（俄裔） 儿子：陈鼻        | 旧社会地主。                                                       |
| 陈眉   | 陈鼻的二女儿                         | 因火灾而毁容，后为赚钱成为代孕女，为万足生下一子，后来想要回孩子。 |
| 王金山 | 妻子：吴秀枝 女儿：王仁美 女婿：万足 |                                                                    |
| 吴秀枝 | 丈夫：王金山 女儿：王仁美 女婿：万足 |                                                                    |
| 肖上唇 | 儿子：肖下唇                         | 粮食保管员。                                                       |

## 奖项和评价
2011年8月，莫言凭借《蛙》获得第八届茅盾文学奖。颁奖辞中说：“莫言的《蛙》以乡村医生别无选择的命运，折射着我们民族伟大生存斗争中经历的困难和考验。小说以多端视角呈现历史和现实的复杂苍茫，表达了对生命伦理的思考。叙述和戏剧多文本的结构方式建构宽阔的对话空间，从容自由、机智幽默，体现作者强大的叙事能力和执著的创新精神。”
莫言自谓：“《蛙》是裹在皮袍里的小我。《蛙》的这部小说也是我自己对人生几十年的回顾，在很多冠冕堂皇的借口之下掩藏着很多个人的私念和私心。《蛙》有一个重要的意义，这个重要意义是面对自我，是面对自己的内心进行挖掘，是一种自我批评的精神。”